# Osby

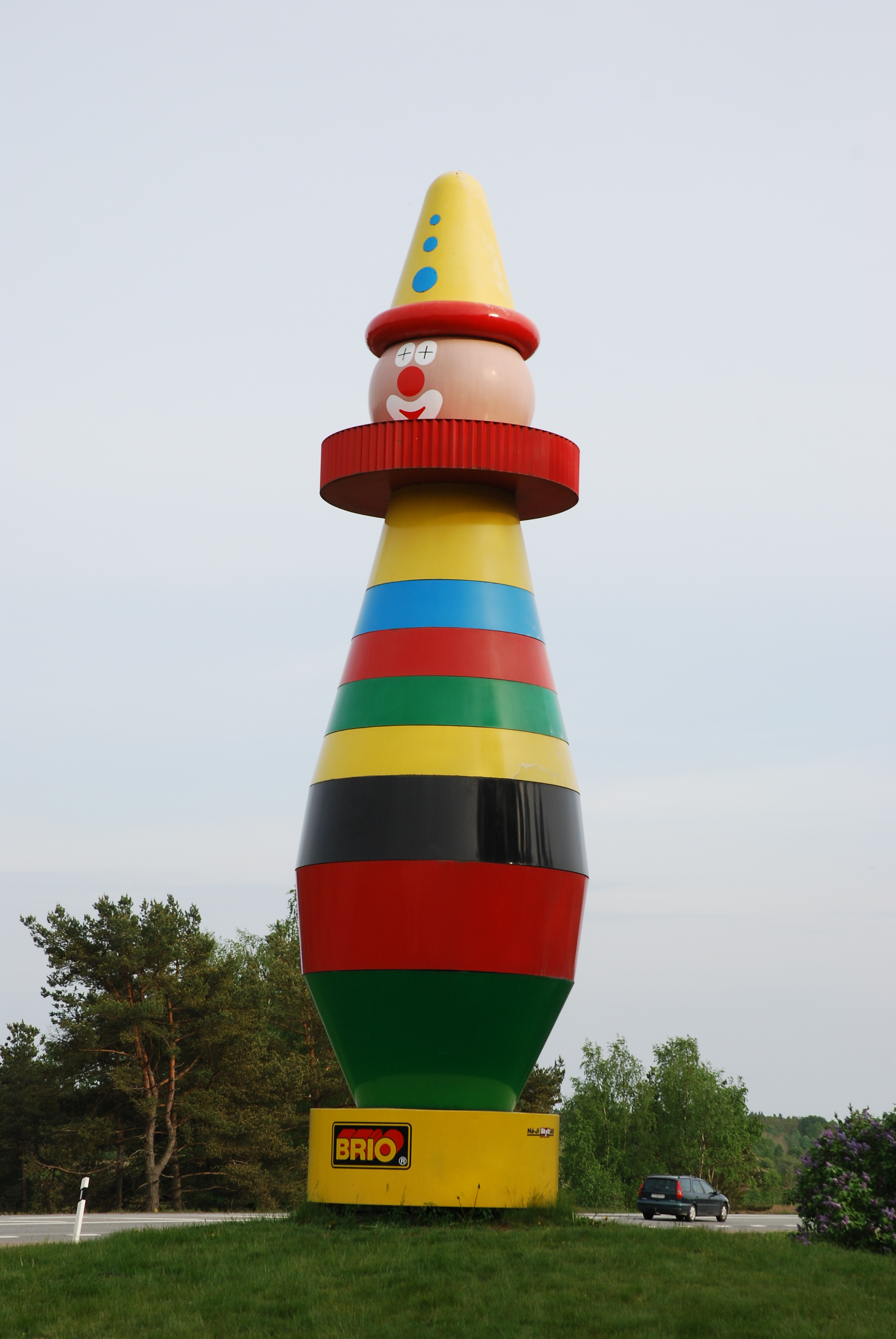
Zabawka BRIO przy drodze krajowej nr 23 niedaleko Osby

Osby – miejscowość (tätort) w południowej Szwecji, w regionie administracyjnym (län) Skania. Siedziba władz (centralort) gminy Osby.
W 2010 Osby liczyło 7157 mieszkańców.

## Geografia
Otoczona lasami miejscowość jest położona w północno-wschodniej części prowincji historycznej (landskap) Skania, ok. 33 km na północ od Hässleholmu. Przez położone na południe od Osby jezioro Osbysjön przepływa rzeka Helge å.

## Historia
Obszar Göinge do 1658, kiedy Skania przeszła we władanie Szwecji, stanowił niespokojne pogranicze duńsko-szwedzkie, a następnie centrum antyszwedzkich wystąpień snapphanar.
Wybudowanie w 1862 linii kolejowej i budynku stacyjnego w Osby przyczyniło się do szybkiego rozwoju miejscowości jako lokalnego ośrodka gospodarczego i handlowego. Najbardziej znanym przedsiębiorstwem związanym z Osby jest założona w 1884 firma zabawkarska BRIO, do 2006 mającą tam główną siedzibę. W Osby znajduje się muzeum zabawek produkowanych przez BRIO (Lekoseum).

## Komunikacja i transport

### Drogi
Miejscowość położona jest przy drodze krajowej nr 15 (Riksväg 15; Karlshamn – Markaryd – Halmstad), która przecina się z biegnącą na wschód od Osby drogą krajową nr 23 (Riksväg 23; Malmö – Växjö – Linköping). W położonej kilka kilometrów na południe od Osby miejscowości Östanå do drogi nr 23 dołącza droga krajowa nr 19 (Riksväg 19), prowadząca przez Kristianstad w kierunku Ystad.

### Koleje
Przez Osby przebiega linia kolejowa Malmö – Katrineholm (Södra stambanan).

## Osoby związane z Osby
W Osby urodziła się piosenkarka szwedzka Kikki Danielsson.